# Tillie Olsen
Tillie Lerner Olsen (Omaha, Nebraska, 14 de Janeiro de 1912 – Oakland, Califórnia, 1 de Janeiro de 2007) foi uma escritora norte-americana, associada com ativismos políticos da década de 1930 e com a primeira geração de feministas americanas.

## Biografia
Olsen nasceu em Omaha, Nebraska, filha de imigrantes judeus russos. Saiu do "Omaha Central High School" para entrar na força de trabalho, e ao longo do tempo trabalhou como empregada de mesa, trabalhadora doméstica, e tosquiadora. Também foi uma sindicalista e activista política.
Durante a década de 1930 foi uma breve membro do Partido Comunista dos E.U.A. Esteve detida por um breve período em 1934 enquanto organizadora de uma união de trabalhadores dos frigoríficos, uma experiência sobre a qual escreveu para o The Nation e a The Partisan Review.
Olsen tentou introduzir as mudanças da sua própria vida e as circunstâncias políticas da época numa novela, na qual trabalhou durante a década de 1930, iniciada quando tinha 19 anos. Só um excerto do primeiro capítulo foi publicado, na The Partisan Review em 1934, e isso conduziu a um contrato pela Random House. De qualquer forma, ela abandonou o livro, devido ao trabalho e responsabilidades domésticas. Décadas depois, a novela foi finalmente publicada, inacabada, como Yonnondio: From the Thirties em 1974.
O seu primeiro livro publicado, de qualquer forma, foi uma colecção de quatro contos, Tell Me a Riddle, publicado em 1961. Três das histórias estão sob o ponto de vista das mães: "I Stand Here Ironing" é a primeira das curtas histórias da colecção, sobre uma mulher que é estrangulada pela própria filha. "O Yes" é a história de uma mulher branca cuja amizade da sua filha mais nova com uma rapariga negra a vai tornando frágil, sob o seu conceito de mãe. A história título, a mais longa da colecção, é a história do declínio de uma imigrante idosa, a matriarca de uma família que assimilou a cultura americana e que ela tem dificuldade de entender. Recebeu o "O. Henry Prize" em 1961 pela melhor história curta do ano. A quarta história, "Hey Sailor, What Ship?", fala sob o ponto de vista de um marinheiro envelhecido cuja amizade com uma família de São Francisco (parentes da personagem principal de "Tell Me a Riddle") vai ficando progressivamente tensa. Tell Me a Riddle, o único livro de ficção completo de Olsen, entrou como matéria de estudo para os curricula dos colégios e universidades dos Estados Unidos.
O seu volume de não-ficção, intitulado Silences, é uma análise do período silencioso da autora na literatura, incluindo a "angústia da página branca", trabalho não publicado, e os problemas que a classe dos escritores e as mulheres em particular, têm para encontrar tempo para se concentrarem ns sua arte. Uma das suas descobertas foi que  todas as grandes escritoras na literatura ocidental antes do final do século XX ou não tinham  filhos ou tinham empregadas a tempo inteiro a cuidar deles. A segunda parte do livro é um estudo do trabalho da pouco conhecida escritora Rebecca Harding Davis. O livro foi famosamente pesquisado e escrito na San Francisco Public Library.
Apesar de publicar muito pouco, Olsen foi enormemente influente pelo seu tratamento das vidas e pensamentos  das mulheres e dos pobres e por dedicar atenção aos factos de levarem as mulheres a serem autores menos prováveis (e porque recebem menos atenção quando o fazem). A extensão da sua centralidade na ficção feminista americana causou algumas críticas, frustradas nas interpretações feministas simplistas do seu trabalho. Em particular, várias críticas apontaram para um maior papel do passado comunista de Olsen do que aquele que é tradicionalmente reconhecido
Olsen morreu duas semanas antes de completar 95 anos, em Oakland, Califórnia no dia 1 de Janeiro de 2007.

## Trabalhos principais
- Tell Me A Riddle, Lippincott, 1961. Reeditado, Rutgers University Press, 1995
- Yonnondio: From the Thirties, Delacorte, 1974. Reeditado, Dell, 1989.
- Silences, Delacorte, 1978. Reeditado, Dell, 1989.
- Mothers & Daughters: That Special Quality: An Exploration in Photographs com Estelle Jussim, Aperture, 1995.